# Samarium-147
Samarium-147 of 147Sm is een langlevende radioactieve isotoop van samarium, een lanthanide. De abundantie op Aarde bedraagt 14,99%.
Samarium-147 ontstaat onder meer bij het radioactief verval van promethium-147, europium-147 en gadolinium-151.
{\displaystyle {\ce {{^{147}_{61}Pm}->{^{147}_{62}Sm}+{e^{-}}+{\bar {\nu }}_{e}}}}
{\displaystyle {\ce {{^{147}_{63}Eu}->{^{147}_{62}Sm}+{e^{+}}+{\nu }_{e}}}}
{\displaystyle {\ce {{^{151}_{64}Gd}->{^{147}_{62}Sm}+\,_{2}^{4}\alpha }}}

## Radioactief verval
Samarium-147 vervalt door alfaverval naar de stabiele isotoop neodymium-143:
{\displaystyle {\ce {{^{147}_{62}Sm}->{^{143}_{60}Nd}+\,_{2}^{4}\alpha }}}
De halveringstijd bedraagt 106,2 miljard jaar. Aangezien dit tientallen malen groter is dan de leeftijd van het universum wordt de isotoop soms als stabiel beschouwd. De vervalreactie maakt datering van oude mineralen en gesteenten mogelijk. Deze dateringsmethode wordt samarium-neodymiumdatering genoemd.
128Sm · 129Sm · 130Sm · 131Sm · 132Sm · 133Sm · 134Sm · 135Sm · 135mSm · 136Sm · 136mSm · 137Sm · 137mSm · 138Sm · 139Sm · 139mSm · 140Sm · 141Sm · 141mSm · 142Sm · 143Sm · 143m1Sm · 143m2Sm · 144Sm · 144mSm · 145Sm · 145mSm · 146Sm · 147Sm · 148Sm · 149Sm · 150Sm · 151Sm · 151mSm · 152Sm · 153Sm · 153mSm · 154Sm · 155Sm · 156Sm · 156mSm · 157Sm · 158Sm · 159Sm · 160Sm · 161Sm · 162Sm · 163Sm · 164Sm · 165Sm · 166Sm